# IFMA
Die IFMA fand  als Internationale Fahrrad- und Motorrad-Ausstellung zunächst in Frankfurt am Main, dann von 1964 bis 1996 alle zwei Jahre in Köln statt. Danach war sie bis 2008 als Internationaler Fahrradmarkt eine jährliche Fahrradmesse am gleichen Ort, die vom Zweirad-Industrie-Verband (ZIV) ideell getragen wurde.
Die erste IFMA wurde vom Verband der Fahrrad- und Motorrad-Industrie (VFM) vom 28. Oktober bis 4. November 1951, die zweite vom 18. bis 25. Oktober 1953, die dritte vom 21. bis 28. Oktober 1956 in Frankfurt am Main veranstaltet und die vierte vom 7. bis 11. September 1960, die fünfte vom 26. bis 30. September 1962. Schon bald verlor Frankfurt sie an die Messe in Köln (Koelnmesse), wo sie von 1964 bis 1996 zweijährlich einen festen Platz im Messekalender einnahm. Die IFMA war immer donnerstags und freitags Fachbesuchern vorbehalten, während sie samstags und sonntags auch dem breiten Privatpublikum offenstand.
Ab 1998 wanderte die Motorradsparte als Intermot für mehrere Jahre zur Messe nach München. Bereits seit 1991 erhielt die IFMA zudem starke Konkurrenz durch die neue, jährlich und jeweils wenige Wochen früher stattfindende Eurobike in Friedrichshafen. Nach dem Verlust der Motorradsparte wurde die neue IFMA daher ebenfalls jährlich veranstaltet. Auch versuchte man, das Publikum durch zahlreiche Radsport-Veranstaltungen zu binden, darunter internationale Wettbewerbe wie die Trial-Weltmeisterschaft 2006. Dennoch sanken stetig die Besucherzahlen. Vom 14. bis 17. September 2007 fanden nur noch 48.000 Fach- und Privatleute den Weg zur IFMA auf dem neuen Nordgelände der Kölner Messe.
Als Reaktion darauf entschied die Koelnmesse, die Fahrradsparte nach 2008 mit der aus München seit 2006 wieder zurückgewonnenen, besucherstärkeren Motorradmesse Intermot zu fusionieren und damit auch den früheren Zweijahresrhythmus wieder einzuführen. Die letzte IFMA fand vom 18. bis 21. September 2008 statt. Im Folgejahr blieb Köln ohne Zweiradmesse und veranstaltet seit 2010 faktisch die alte „Fahrrad- und Motorrad-Ausstellung“ unter dem Namen „Intermot“.